# یوشینوبو تاکاهاشی
یوشینوبو تاکاهاشی (انگلیسی: Yoshinobu Takahashi؛ زادهٔ ۳ آوریل ۱۹۷۵) بازیکن بیس‌بال اهل ژاپن است.